# 차오안방
차오안방(중국어: 曹安邦, Paul Ts'o, 1929년 7월 17일 ~ 2009년 12월 2일)은 홍콩 태생의 생물물리화학자이다.
차오안방은 1929년 7월 17일 영국령 홍콩에서 태어났다.  아버지는 성공회 성직자였다. 제2차 중일 전쟁 기간 동안 차오안방가는 계림에 거주했다. 어렸을 때 홍콩의 트루 라이트 스쿨(True Light School)에 다녔다. 1949년 링안 대학을 졸업한 후 미국으로 이주하여 1951년 미시간 주립 대학교에서 석사 학위를 취득했다. 그 후 캘리포니아 공과대학교에서 생화학 박사 학위를 취득했으며 그곳에서 1955년 제임스 F. 보너의 조언을 받았다. 보너 연구소에서 연구원으로 7년 동안 근무한 후 존스 홉킨스 대학교 교수진에 합류했다. 1967년에 정교수로 임명되었고 2002년에 교직에서 은퇴한 후 존스 홉킨스에서 선임 연구원으로 재직했다. 학계를 떠난 후 겐타(Genta)를 공동 창립하고 셀 웍스(Cell Works, Inc)의 최고 경영자 및 기술 책임자를 역임했으며 "Comprehensive Cancer Cell Diagnostics"를 설립했다.
2009년 12월 2일 존스 홉킨스 병원에서 80세의 나이로 사망했다.